# 大衛·阿賈耶
大衛·法蘭克·阿賈耶爵士，OM，OBE，RA（英語：Sir David Frank Adjaye；1966年9月22日—），為一名加納裔英國籍建築師。他的作品遍及世界各地，其中較有名的包括位於美國華盛頓哥倫比亞特區的非裔美國人歷史和文化國家博物館，以及位於俄羅斯莫斯科的斯科爾科沃管理學院。
阿賈耶出生於坦桑尼亞達累斯薩拉姆。作為一名加納外交官的兒子，他幼年時曾分別在坦桑尼亞、埃及、也門和黎巴嫩生活過，最後於9歲時搬至英國定居。阿賈耶於1990年自倫敦南岸大學畢業，取得建築學的文學士學位。阿賈耶於畢業該年即獲得英國皇家建築師協會年度最佳學生獎（RIBA President's Medals Students Award）的提名，最終獲得了學士組的銅牌。之後，阿賈耶前往皇家藝術學院深造，並於1993年獲得了建築學的美術碩士學位。

## 履歷
畢業後，大衛·阿賈耶曾在多個建築學校擔任教職，包括1993至2002年間和1998年至2002年間先後在南岸大學和皇家藝術學院擔任講師，以及2003年至2005年間在建築聯盟學院擔任單元課程的導師。

### 早期作品
大衛·阿賈耶早期的作品主要以住宅為主，包括於1999年為自己的好友克里斯·奧菲利（Chris Ofili）設計的私宅，2002年完工的髒屋（Dirty House）和玻璃屋（Glass House），以及2006年完工的羅娜·辛普森自宅兼工作室。之後，阿賈耶開始接手較大型的建案，其中有兩項完工於2005年的建案較為知名，分別為位於英國倫敦白教堂的白教堂概念店（Whitechapel Idea Store）和位於挪威奧斯陸的諾貝爾和平中心（挪威語：Nobels Fredssenter）。
阿賈耶建築師事務所的首場個展《大衛·阿賈耶：如何設計公共建築》（David Adjaye: Making Public Buildings）於2006年1月在白教堂美術館展出，同名作品集由泰晤士哈德遜出版社負責出版，該作品集為阿賈耶的第二本著作，第一本為2005年出版的《大衛·阿賈耶的住宅作品集》（David Adjaye Houses）。
阿賈耶早期的大型建案還包括2007年完工的伯尼·格蘭特藝術中心（Bernie Grant Arts Centre）和史蒂芬·勞倫斯中心（Stephen Lawrence Center）。

### 主要作品
2005年，大衛·阿賈耶團隊提交的方案自47組團隊中脫穎而出，獲得丹佛當代藝術館的設計資格，該館於2007年完工並對外開放。丹佛當代藝術館為阿賈耶首個博物館項目，其共有五座展覽空間、多間教室，商店、圖書室和屋頂咖啡館則各一間。設計上，阿賈耶訴求淡化外部的城市空間和內部的展覽空間之間的邊界，隱藏式天窗提供室內空間的自然採光、大型落地窗則提供參觀者室外城市和街景的視野。
2006年，阿賈耶團隊透過競圖獲得了位於俄羅斯莫斯科的斯科爾科沃管理學院校舍的設計資格，校舍並於2010年完工。風格上，阿賈耶以俄國畫家卡濟米爾·謝韋里諾維奇·馬列維奇的繪畫理念作發想，內部空間的設計上則不同於傳統校舍的設計，更有利於學生間的互動。
2012年，阿賈耶為美國華盛頓哥倫比亞特區設計的兩座社區圖書館：弗朗西斯格里高利鄰里圖書館新館和貝爾維龍圖書館完工啟用，兩座圖書館皆成為其所在社區的標誌性建築物。
2015年，阿賈耶設計的埃什蒂基金會（Aïshti Foundation）總店完工。該項目位於黎巴嫩貝魯特，內部設有多用途展覽空間和零售空間，總樓板面積約為32,500平方公尺，其中展覽空間的面積超過3,700平方公尺。設計上，阿賈耶將購物和觀賞藝術品兩種相互矛盾的體驗結合在一起。
2009年4月15日，阿賈耶被任命擔任非裔美國人歷史和文化國家博物館的總建築師，除阿賈耶的事務所外，菲利普·弗雷倫事務所（Freelon Group）、戴維斯－布羅迪－邦德事務所（Davis Brody Bond）與SmithGroup亦參與設計工作。該位於華盛頓哥倫比亞特區國家廣場的博物館由史密森尼學會負責管理，建造經費為5.4億美元。博物館於2016年秋季正式開幕，《紐約時報》稱博物館的開幕為該年度文化界最具意義的事情。博物館外牆的設計上，阿賈耶取材自約魯巴雕塑中的王冠造型。
2007年，藝術家琳達·佩斯（Linda Pace）在乳癌過世前邀請阿賈耶為自己設計一座當代藝術中心，收藏自己畢生的作品。該博物館被命名為紅寶石城（Ruby City），坐落於德州聖安東尼奧，於2019年開幕。

### 其他作品
作為國際知名建築師，大衛·阿賈耶的作品以商業建築聞名，但他的作品還包括私人住宅、展覽空間和家具等。他曾操刀為服裝設計師亞歷山大·麥昆、藝術家傑克·查普曼、攝影師于爾根·特勒、演員伊旺·麥奎格和藝術家搭檔提姆·諾貝爾與蘇·韋伯斯特設計他們的私宅。他還為自己的好友克里斯·奧菲利在特立尼達島西班牙港設計一座新的工作室和一間海灘住宅。
阿賈耶多次和當代藝術家合作，為他們設計展場和裝置藝術的展覽空間。他的藝術家好友克里斯·奧菲利的作品《晚餐樓》（The Upper Room）的展覽空間便是由他操刀設計，該作品後來被泰特不列顛收購，引起輿論一陣轟動。2005年的威尼斯雙年展，阿賈耶與荷蘭藝術家奧拉維爾·埃利亞松合作設計光影空間《你心中的黑色地平線》（Your black horizon）。他還和印度導演謝卡爾·卡普爾合作，以其執導的電影《Passage》為主題，設計裝置藝術作品《發願》（Sankalpa）。2019年5月，阿賈耶設計的迦納自由館於第58屆威尼斯雙年展正式開幕。2015年，他協助策展人奧克維·恩威佐規劃第56屆威尼斯雙年展，設計了面積為6,400平方公尺的臨時展館。阿賈耶的其他展館作品還有2012年光州雙年展的《河岸閱覽室》（River Reading Room）和2008年倫敦設計節的《鞏膜館》（Sclera Pavilion）。
2003年至2004年間，建築和室內設計節目《夢想空間》（Dreamspaces）於英國廣播公司第三台播出，阿賈耶擔任其中兩季節目的主持人之一。除電視節目外，阿賈耶還主持過英國廣播公司的廣播節目，並於節目中採訪巴西建築師奧斯卡·尼邁耶。2005年6月，他擔任英國廣播公司第四台製作的紀錄片《建設非洲：非洲大陸的建築》（Building Africa: Architecture of a Continent）的主持人。2008年，他分別參與第7屆歐洲宣言雙年展（Manifesta）和光州雙年展。2015年9月16日至2016年1月3日間，阿賈耶的個展《場所的營造：大衛·阿賈耶的建築》（Making Place: The Architecture of David Adjaye）於芝加哥藝術博物館展出。

### 近期作品
大衛·阿賈耶近年的作品包括奢侈品牌The Webster位於美國加州洛杉磯的店面（2020年完工）、英國倫敦的摩爾私宅（Mole House，2019年改建完成）、美國德州聖安東尼奧的當代藝術中心紅寶石城（Ruby City，2018年完工）、紐澤西州紐華克的麥卡特變電所（McCarter Switching Station，2018年完工）、紐約州哈林區的糖山多用途開發案（Sugar Hill Mixed-Use Development，2015年完工）、尼日利亞拉哥斯的亞拉拉概念店（Alara Concept Store，2015年完工）以及黎巴嫩貝魯特的奢侈品牌埃什蒂基金會總店（Aïshti Foundation，2015年完工）。
2015年，阿賈耶建築師事務所提交的哈林工作室博物館新址設計方案被採納。
2018年，阿賈耶為迦納國家座堂（National Cathedral of Ghana）提出的設計方案出爐，並由迦納總統納納·阿庫福-阿多親自對外公布。
2020年9月，阿賈耶的普林斯頓大學藝術博物館擴建工程設計方案正式對外公布。

### 建築師事務所
大衛·阿賈耶於2000年創立了阿賈耶建築師事務所（Adjaye Associates），如今業務已擴展至全球，分別於阿克拉、倫敦和紐約設有辦公室，作品遍及歐洲、非洲、北美、中東和亞洲地區。

### 教職
大衛·阿賈耶為賓夕法尼亞大學的首位路易·康客座教授，以及哈佛大學設計學院的丹下健三建築教授，兩個職位分別以已故建築師路易·康和丹下健三命名，其中路易·康為前所學校的校友。此外，他還是英國皇家建築師協會註冊會員、美國建築師學會榮譽院士、美國藝術暨文學學會外籍榮譽會員和未來設計協會資深院士，並擔任巴塞隆納建築協會和倫敦政治經濟學院城市研究中心的諮詢委員。

## 個人生活
大衛·阿賈耶的妻子為艾希莉·蕭·史考特（Ashley Shaw-Scott），兩人於2014年正式結婚。阿賈耶還是知名畫家克里斯·奧菲利（Chris Ofili）的好友。
阿賈耶的弟弟彼得·阿賈耶（Peter Adjaye）是一名音樂家，兄弟兩人曾多次在跨領域的專案上合作。

## 獎項與殊榮
2006年，大衛·阿賈耶因設計白教堂概念店（Whitechapel Idea Store）而入圍英國皇家建築師協會的史特靈獎，該項目的位置原為1960年代建成的一座商場。2007年，他因對英國建築領域的貢獻而榮獲大英帝國勳章。2016年，他獲得了麻省理工學院頒發的尤金·麥克德莫特藝術獎，獎金為10萬美元。2017年，他因在英國建築領域的成就位列該年的英國新年榮譽榜，獲封為下級勳位爵士。2018年，獲得美國聖路易斯華盛頓大學的國際人文獎。2019年，以建築師身份擔任該年度凡爾賽獎的評審之一。2020年10月，英國皇家建築師協會代表英國王室宣布將2021年的皇家金獎頒發給大衛·阿賈耶。該獎項每年頒獎，獲獎人不限國籍，凡對建築領域有卓越貢獻的個人或團體皆有資格獲獎。
- 年度最佳學生獎，由英國皇家建築師協會頒發（1990年）[4]
- 榮譽理學博士，由倫敦南岸大學頒發（2007年）[61]
- 年度設計師獎，由設計邁阿密頒發（2011年）[62]
- 英國最具影響力的非裔人物，《權力榜》（2012年）[63]
- 尤金·麥克德莫特藝術獎，由麻省理工學院頒發（2016年）[64]
- 下級勳位爵士，英國新年榮譽榜（2017年）[57]
- 時代百大人物，《時代雜誌》（2017年）[65]
- 迦納榮譽遺產建築影響力獎（2017年）[66]
- 國際人文獎，聖路易斯華盛頓大學（2018年）[58]
- AJ100專業貢獻獎（2018年）[67]
- 托馬斯·傑斐遜紀念獎（2018年）[68]
- 路易·康紀念獎（2018年）[69]
- 野口勇獎，由野口勇博物館頒發（2020年）[70]
- 皇家金獎，由英國皇家建築師協會頒發（2021年）[71]

## 圖集

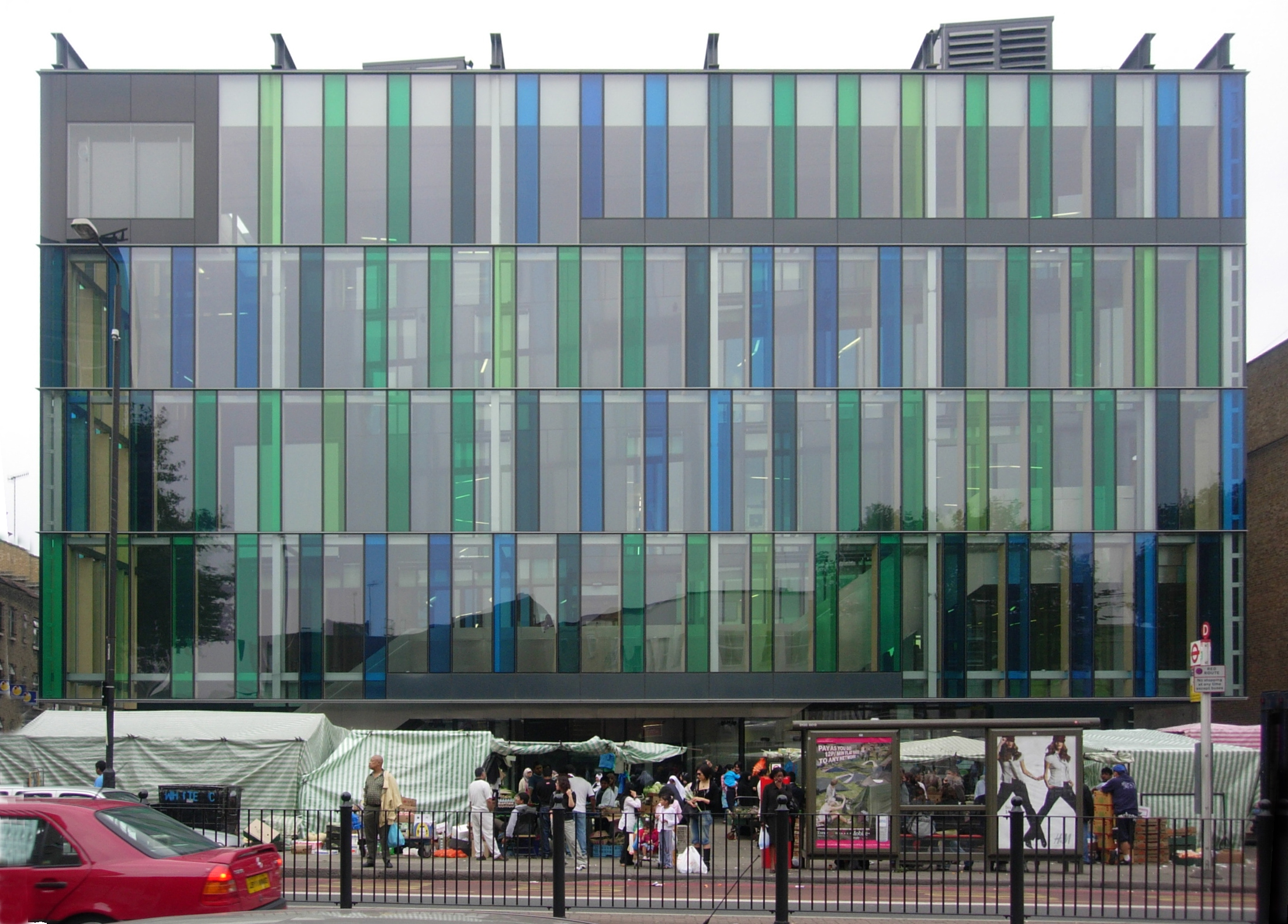
白教堂概念店，英國倫敦白教堂（2005年完工）
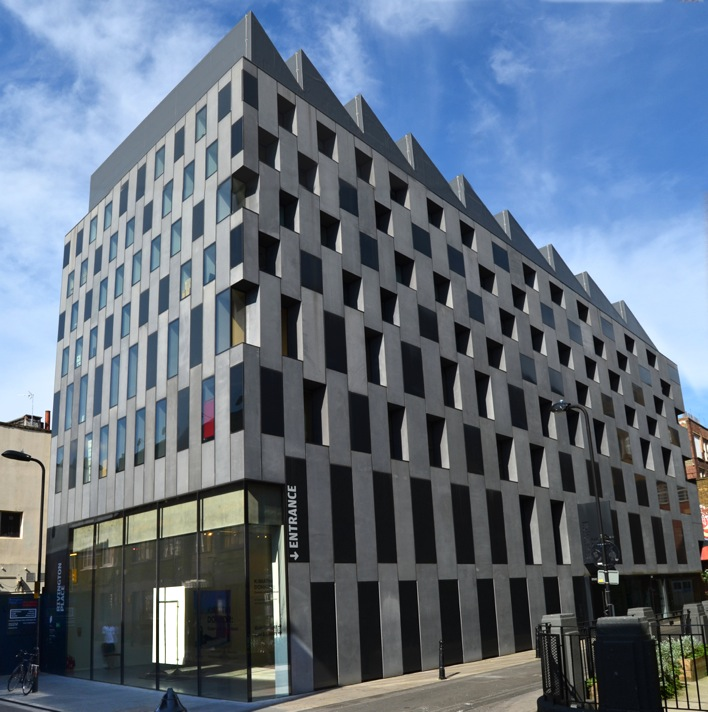
里溫頓廣場，英國倫敦肖迪奇（2007年完工）
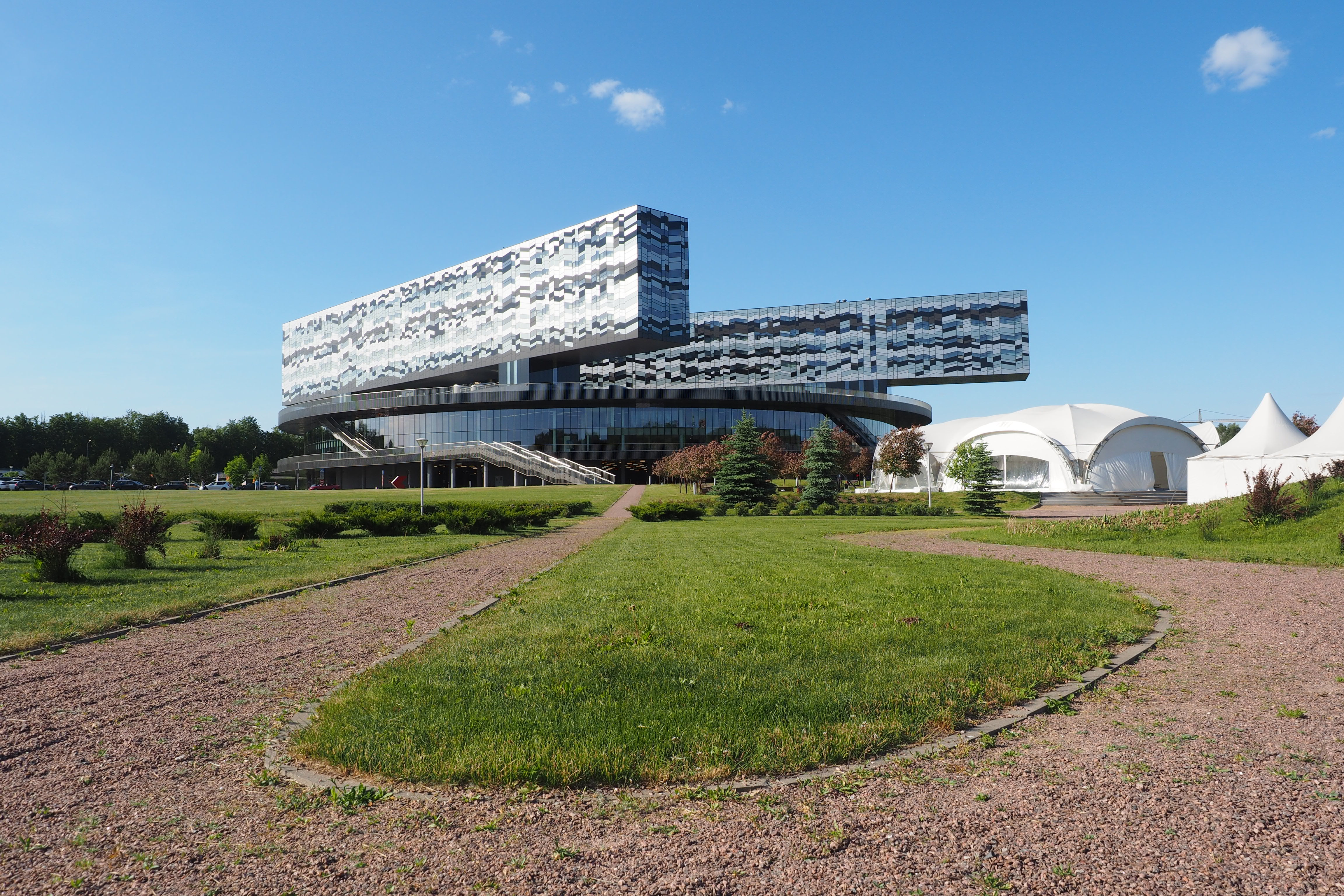
斯科爾科沃管理學院，俄羅斯莫斯科（2010年完工）
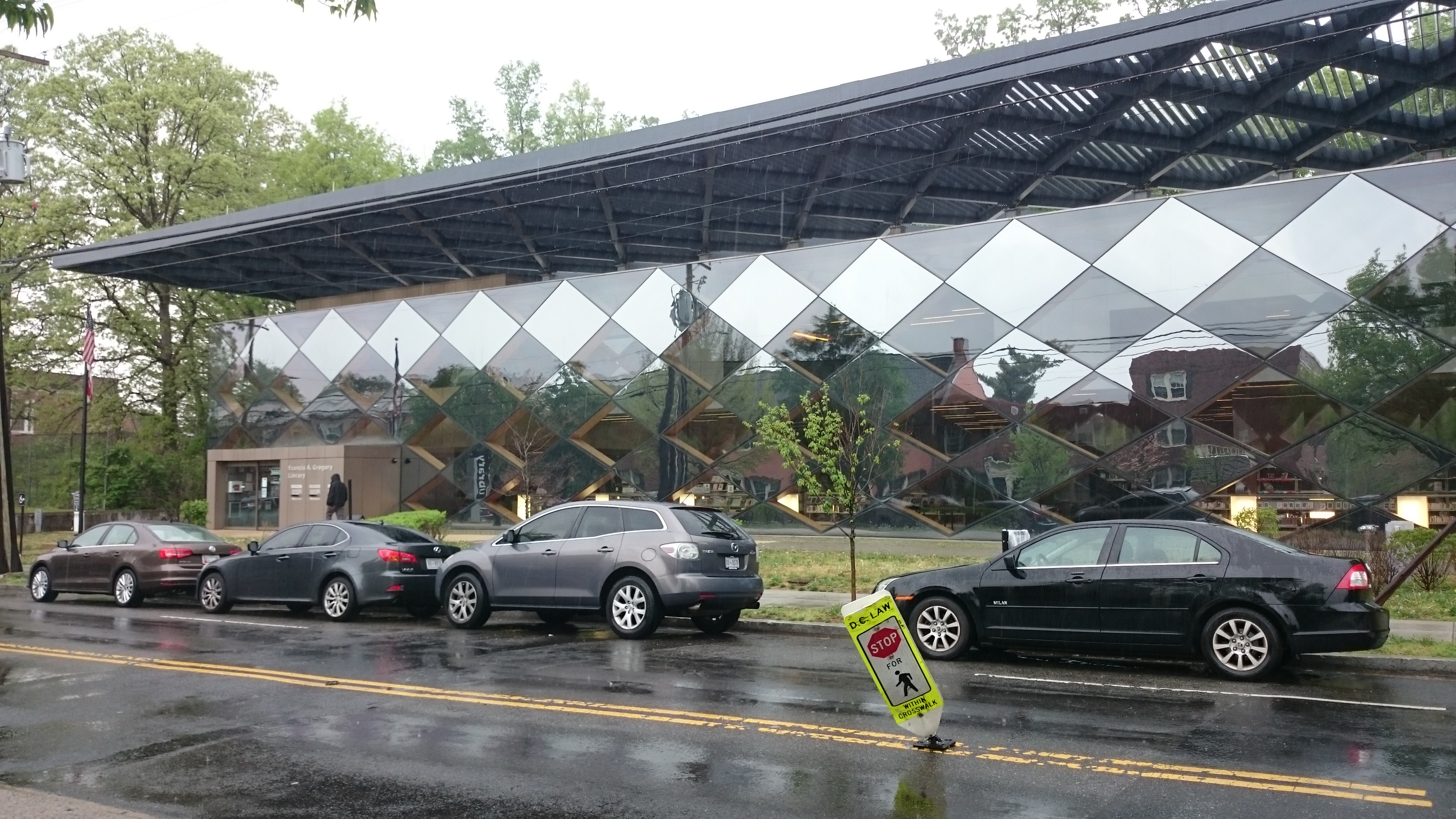
弗朗西斯格里高利鄰里圖書館新館，美國華盛頓哥倫比亞特區（2012年完工）
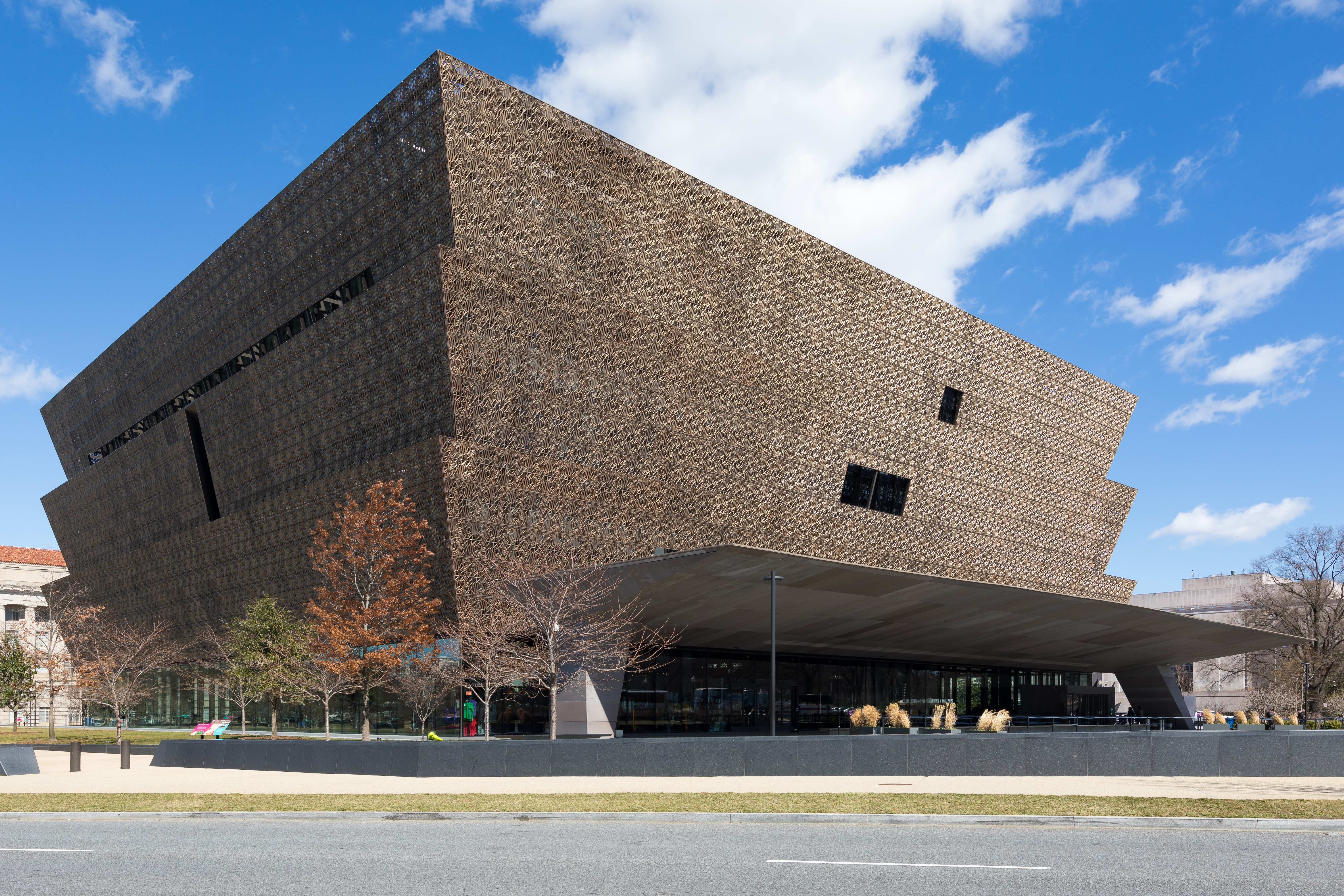
非裔美國人歷史和文化國家博物館，美國華盛頓哥倫比亞特區（2016年完工）
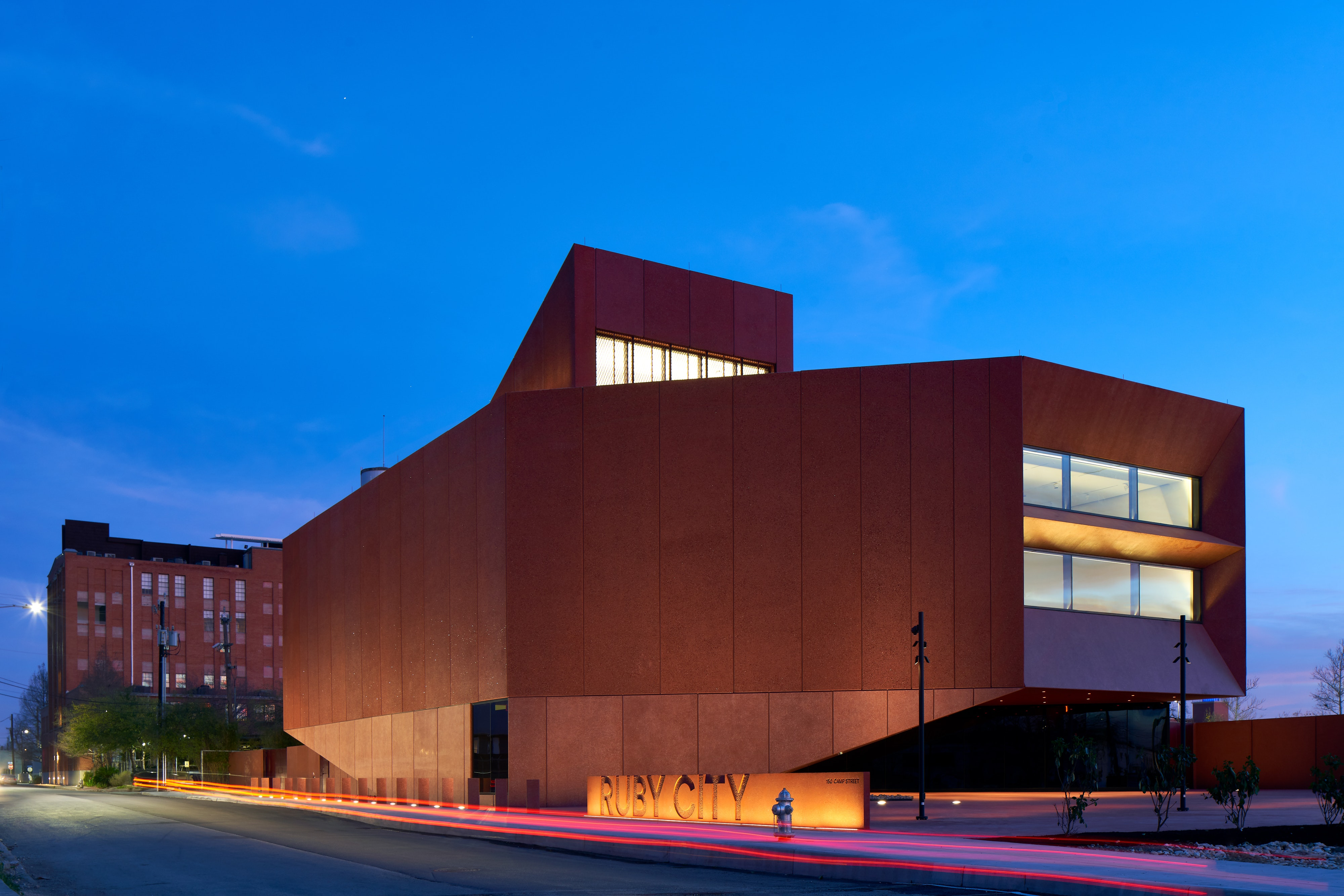
紅寶石城，美國德克薩斯州聖安東尼奧（2019年完工）

## 外部連結
- 官方网站